# 九龍巴士40S線
九龍巴士40S線是已停駛的繁忙時間特別路線，由泥涌單向開往葵涌道（葵芳邨），途經烏溪沙站、利安邨、錦英苑、馬鞍山市中心、耀安邨、富安花園、沙田醫院、石門、禾輋邨、瀝源邨、城門隧道、梨木樹邨及葵興，於星期一至五上午繁忙時間提供服務。

## 歷史
- 2017年12月，運輸署建議開辦40S線，以為泥涌及烏溪沙一帶的居民提供往城門隧道和葵芳邨的更直接的巴士服務[1]。
- 2018年10月22日，本線開辦。[2]
- 2022年11月7日，本線取消服務[3]。

## 服務時間及班次
40S
- 星期一至五
  - 泥涌開：07:20

星期六、日及公眾假期不設服務

## 收費
全程：$13.3
- 烏溪沙站往葵芳邨：$9.6
- 過城門隧道轉車站後往葵芳邨：$6.2

| - 本線設有12歲以下小童及65歲或以上長者半價優惠。 - 65歲或以上香港居民使用「樂悠咭」，以及12歲以下合資格殘疾兒童使用「殘疾人士身份」個人八達通繳付車資，均可享有每程$2.0或半價（以較低者為準）的票價優惠；12至64歲合資格殘疾人士使用「殘疾人士身份」個人八達通（包括「樂悠咭」），以及60至64歲香港居民使用「樂悠咭」繳付車資，均可享有每程$2.0或全費（以較低者為準）的票價優惠。 - 65歲或以上長者如使用長者或一般個人八達通繳付車資，則只可享有半價優惠；12至64歲合資格殘疾人士如不使用「殘疾人士身份」個人八達通，以及60至64歲人士如不使用「樂悠咭」繳付車資，必須繳付全費。 - 乘客可以現金或八達通於上車時付款，不設找續。 - 每位成人乘客可免費攜帶最多兩名4歲以下而不佔座位的兒童乘客乘車，超額之4歲以下小童必須繳付小童車費乘車。 - 持有「九巴月票」之乘客在車票有效期內，每日可享最多10程任何九龍巴士及龍運巴士路線（包括本路線，以及聯營路線的九龍巴士／龍運巴士提供的班次；惟乘搭機場「A」及「NA」線則可享原價二七折優惠（不會計算每天10次合資格車程））；而B1線則每日可享最多各2程（不會計算每天10次合資格車程）。 - 九龍巴士、城巴、龍運巴士及陽光巴士全職員工及家屬（不包括外判職員）可免費乘搭本路線，惟必須拍職員或職員家屬八達通。 - 乘客亦可透過多元化電子支付系統（e度嘟）繳付車資，包括使用非接觸式VISA卡、JCB卡、萬事達卡、銀聯卡、美國運通、大來國際、Discover Card、Apple Pay、Google Pay、Samsung Pay、AlipayHK「易乘碼」、支付寶、WeChatHK／微信支付「搭車碼」、銀聯雲閃付「乘車碼」及BOC Pay「乘車碼」。乘客使用此付款方式，使用此支付方式的乘客可享有中途下車之分段收費，以及與其他九巴／龍運獨營路線或聯營線九巴／龍運班次之轉乘優惠，惟不適用於與非九巴／龍運路線之轉乘優惠，亦不能享有「公共交通費用補貼計劃」及「長者及合資格殘疾人士公共交通票價優惠計劃」。 |

## 行車路線
經：西沙路、馬鞍山繞道、西沙路、沙安街、烏溪沙站公共交通交匯處、沙安街、西沙路、錦英路、馬鞍山路、西沙路、恒康街、馬鞍山路、恒德街、亞公角街、石門交匯處、大涌橋路、火炭路、源禾路、沙田鄉事會路、大埔公路—沙田段、城門隧道公路、城門隧道、和宜合交匯處、和宜合道、昌榮路及葵涌道。

### 沿線車站

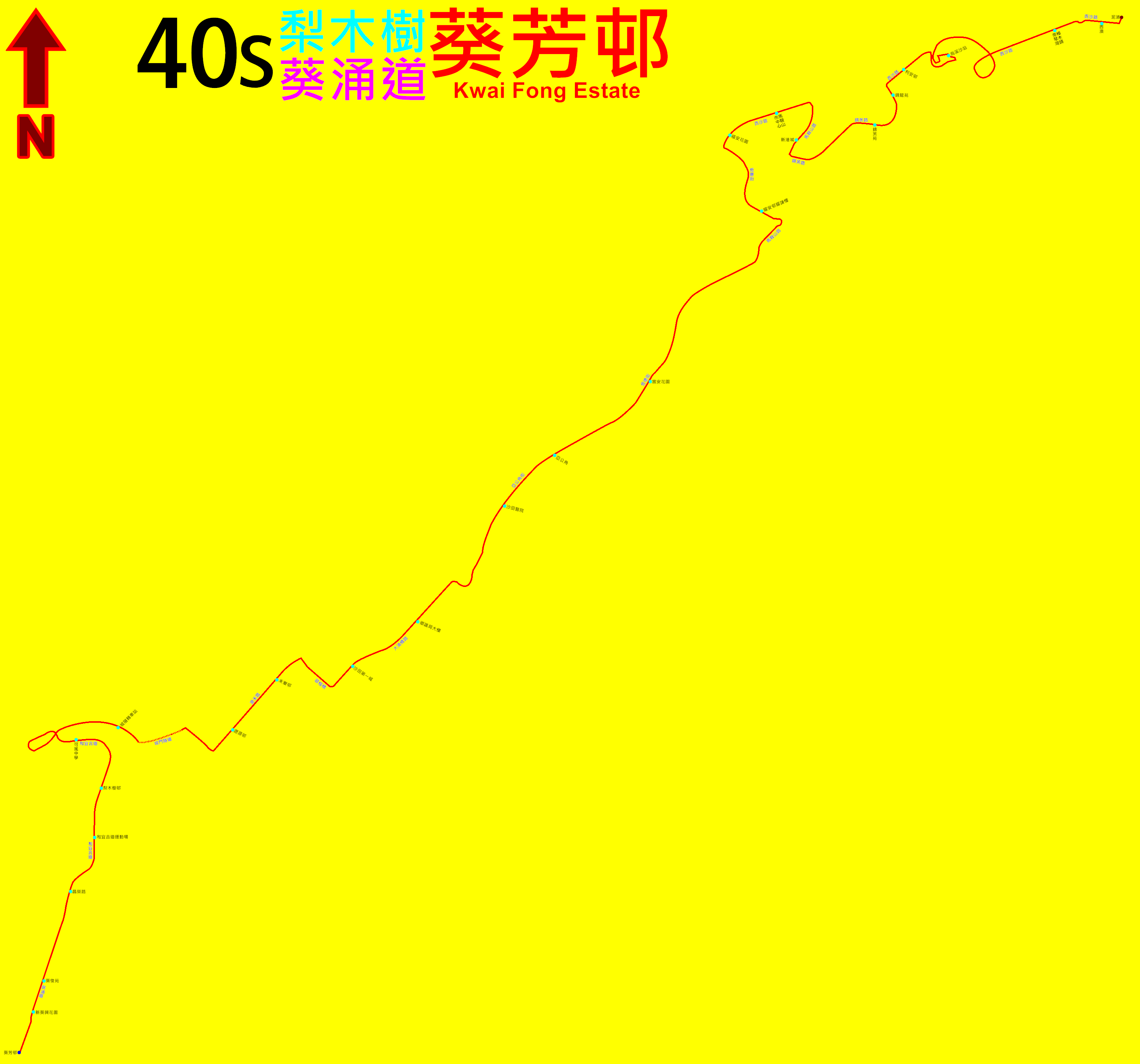
九巴40S線的走線圖

| 1                                        | 泥涌巴士總站         | 泥涌巴士總站           |
| 2                                        | 樟木頭帝琴灣         | 西沙路                 |
| 3                                        | 烏溪沙站             | 烏溪沙站公共運輸交匯處 |
| 4                                        | 利安邨               | 西沙路                 |
| 5                                        | 錦龍苑               | 錦英路                 |
| 6                                        | 錦英苑               | 錦英路                 |
| 7                                        | 新港城               | 馬鞍山路               |
| 8                                        | 馬鞍山市中心         | 西沙路                 |
| 9                                        | 福安花園             | 西沙路                 |
| 10                                       | 耀安邨耀謙樓         | 恆康街                 |
| 11                                       | 富安花園             | 恆德街                 |
| 12                                       | 亞公角               | 亞公角街               |
| 13                                       | 沙田醫院             | 亞公角街               |
| 14                                       | 新界鄉議局大樓（S2） | 大涌橋路               |
| 15                                       | 沙田第一城           | 大涌橋路               |
| 翠榕橋                                   |                      |                        |
| 16                                       | 禾輋邨               | 源禾路                 |
| 17                                       | 瀝源邨               | 源禾路                 |
| 大埔公路－沙田段、城門隧道公路、城門隧道 |                      |                        |
| 18                                       | 城門隧道轉車站（A1） | 城門隧道               |
| 19                                       | 可風中學             | 和宜合道               |
| 20                                       | 梨木樹邨             | 和宜合道               |
| 21                                       | 和宜合道運動場       | 和宜合道               |
| 22                                       | 昌榮路               | 昌榮路                 |
| 23                                       | 葵俊苑               | 葵涌道                 |
| 24                                       | 新葵興花園           | 葵涌道                 |
| 25                                       | 葵芳邨               | 葵涌道                 |

## 外部連結
- 九巴40S線－九龍巴士
- 九巴40S線－i-busnet.com （页面存档备份，存于）
- 九巴40S線－681巴士總站 （页面存档备份，存于）